# براونينج براينت
براونينج براينت (بالإنجليزية: Browning Bryant)‏ هو مغني أمريكي، ولد في 24 يناير 1957.

## وصلات خارجية
- براونينج براينت على موقع IMDb (الإنجليزية)
- براونينج براينت على موقع ميوزك برينز (الإنجليزية)
- براونينج براينت على موقع ديسكوغز (الإنجليزية)